# Dasna
Dasna is een nagar panchayat (plaats) in het district Ghaziabad van de Indiase staat Uttar Pradesh. 

## Demografie
Volgens de Indiase volkstelling van 2001 wonen er 24.428 mensen in Dasna, waarvan 54% mannelijk en 46% vrouwelijk is. De plaats heeft een alfabetiseringsgraad van 45%. 